# Кубанская ГЭС-3
Кубанская ГЭС-3 (Барсучковская ГЭС-3, ГЭС-3 Каскада Кубанских ГЭС) — гидроэлектростанция в Ставропольском крае, у пос. Каскадный Андроповского района, на 6 км Барсучковского сбросного канала, являющегося частью Большого Ставропольского канала. Входит в состав Каскада Кубанских ГЭС (группа Барсучковских ГЭС), являясь его четвёртой ступенью. Собственником Кубанской ГЭС-3 является ПАО «РусГидро».

## Конструкция станции
Кубанская ГЭС-3 представляет собой средненапорную деривационную электростанцию с подводящей деривацией в виде канала. Благодаря наличию бассейна суточного регулирования, станция работает в пиковой части графика нагрузок. Установленная мощность электростанции — 87 МВт, проектная среднегодовая выработка электроэнергии — 230 млн кВт·ч, фактическая среднемноголетняя выработка электроэнергии — 195 млн кВт·ч. Конструкция станции максимально унифицирована с конструкцией Кубанской ГЭС-4. Состав сооружений ГЭС:.
- участок Барсучковского сбросного канала длиной 5065 м, пропускной способностью 150 м³/с. Канал выполнен в полувыемке-полунасыпи;
- холостой водосброс, включающий сопрягающий лоток, двухпролётный оголовок (пролёты перекрываются плоскими затворами), лоток-быстроток длиной 1021 м, водобойный колодец длиной 31,5 м и отводящий канал длиной 315 м. Пропускная способность водосброса — 150 м³/с;
- шлюз-регулятор № 6, служащий для регулирования подачи воды в бассейн суточного регулирования. Имеет три донных отверстия шириной по 6 м, перекрываемых плоскими затворами;
- бассейн суточного регулирования (БСР), площадью 0,85 км², полной ёмкостью 2,2 млн м³, полезной ёмкостью 1,84 млн м³, отметка НПУ — 460,6 м. Бассейн образован с одной стороны выемкой склона, с другой стороны — тремя дамбами общей длиной 2800 м и максимальной высотой 14,9 м;
- трёхпролётный водоприёмник сифонного типа;
- засыпанный грунтом трёхниточный железобетонный напорный трубопровод, длина каждой нитки 832,5 м и диаметр 4 м;
- здание ГЭС;
- отводящий канал в выравнивающее водохранилище, на большей части длины общий с отводящим каналом холостого водосброса;
- выравнивающее водохранилище, служащее для сглаживания неравномерностей поступления воды от ГЭС в Барсучковский сбросной канал при изменении режимов работы гидроэлектростанции. Водохранилище расположено в балке Стоялова. Площадь водохранилища 11,3 км², полная ёмкость 44,3 млн м³, полезная ёмкость 3,0 млн м³, отметка НПУ — 395,75 м. Водохранилище образовано земляной плотиной длиной 1150 м и максимальной высотой 18 м. Водосбросные сооружения представлены шлюзом-регулятором № 6 (три донных пролёта шириной по 6 м), пропускной способностью 110 м³/с и поверхностным холостым водосбросом пропускной способностью 25 м³/с, представляющим собой автоматический однопролётный водослив с бетонным быстротоком длиной 133 м и водобойным колодцем.

Здание ГЭС наземное, длиной 48,8 м. В машинном зале здания ГЭС установлены три вертикальных гидроагрегата мощностью по 29 МВт с радиально-осевыми турбинами РО 75-728б-В-250, работающими на расчётном напоре 59,2 м. Предтурбинные затворы отсутствуют. Турбины приводят в действие гидрогенераторы ВГС-527/110-24. Производитель гидротурбин — харьковское предприятие «Турбоатом», генераторов — завод «Уралэлектротяжмаш». С генераторов электроэнергия передаётся на силовые трансформаторы ТДЦ-125000/110/10,5 и ТМ-1600/35/6,3, а с них — на открытое распределительное устройство (ОРУ) напряжением 110 кВ, а также на комплектные распределительные устройства наружной установки (КРУН) напряжением 35 кВ и 6 кВ. В энергосистему электроэнергия станции выдаётся по трём линиям электропередачи напряжением 6 кВ, одной — напряжением 35 кВ и трём — напряжением 110 кВ:
- ВЛ 110 кВ ГЭС-3 — ПС Водораздел (Л-31);
- ВЛ 110 кВ ГЭС-3 — ГЭС-4 (Л-114);
- ВЛ 110 кВ ГЭС-3 — ПС Ново-Невинномысская (Л-148);
- ВЛ 35 кВ ГЭС-3 — ГЭС-4 с отпайкой (Л-392);
- ВЛ 6 кВ ГЭC-3 — пос. Каскадный, 2 цепи (Ф-62, Ф-65);
- ВЛ 6 кВ ГЭC-3 — Совхоз, Насосная, 2 цепи (Ф-63).

Сооружения и оборудование Кубанской ГЭС-3
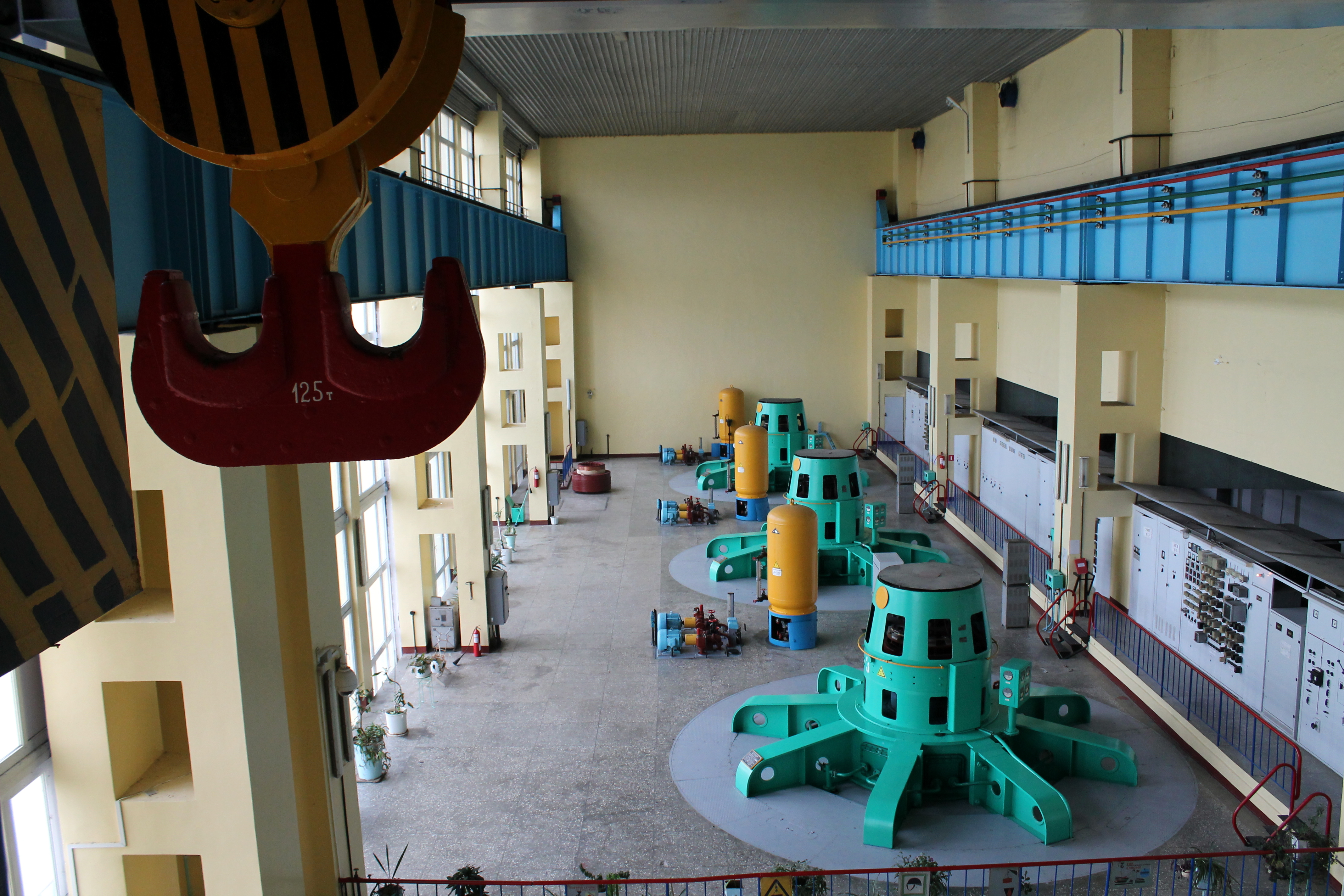
Машинный зал
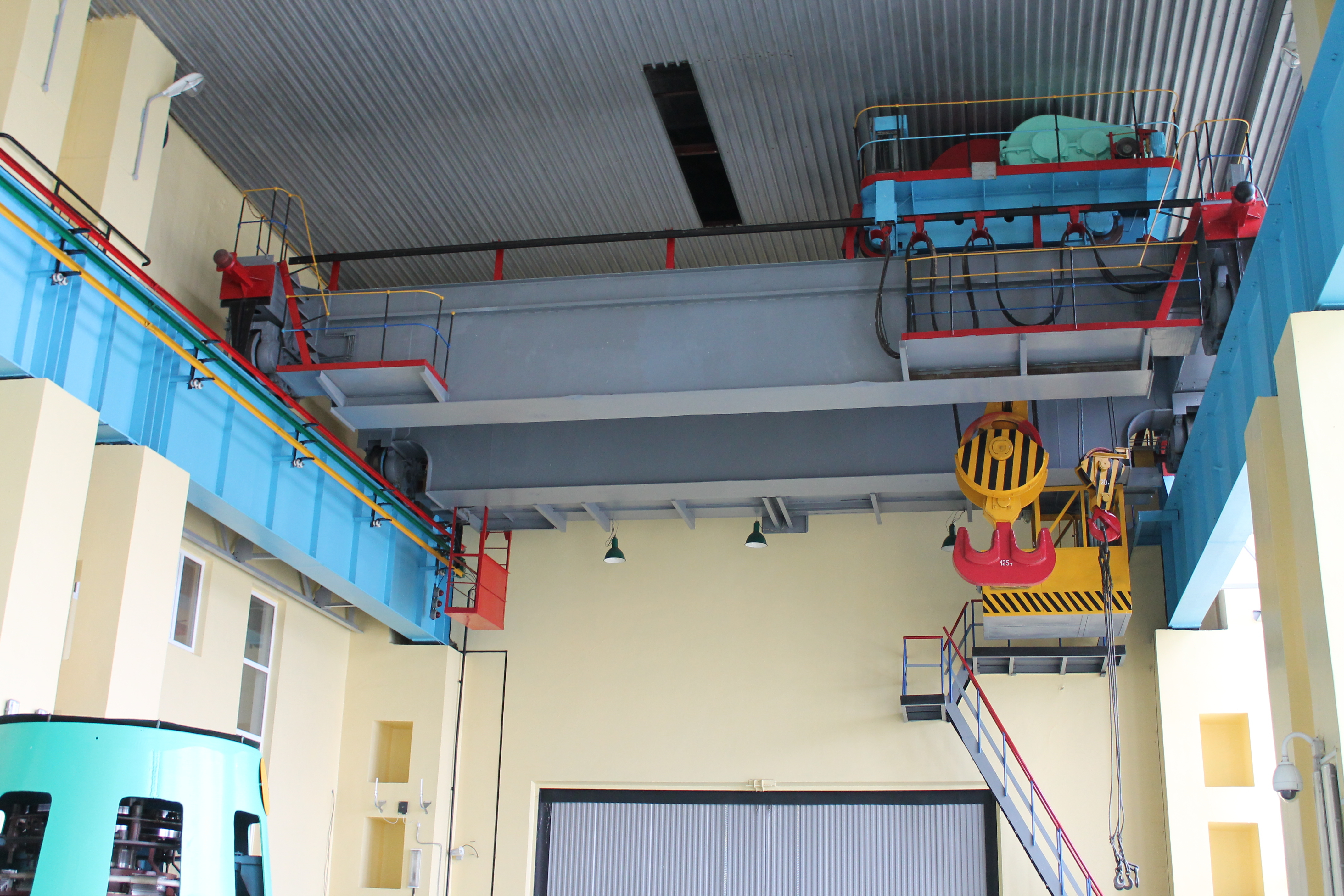
Мостовой кран машзала
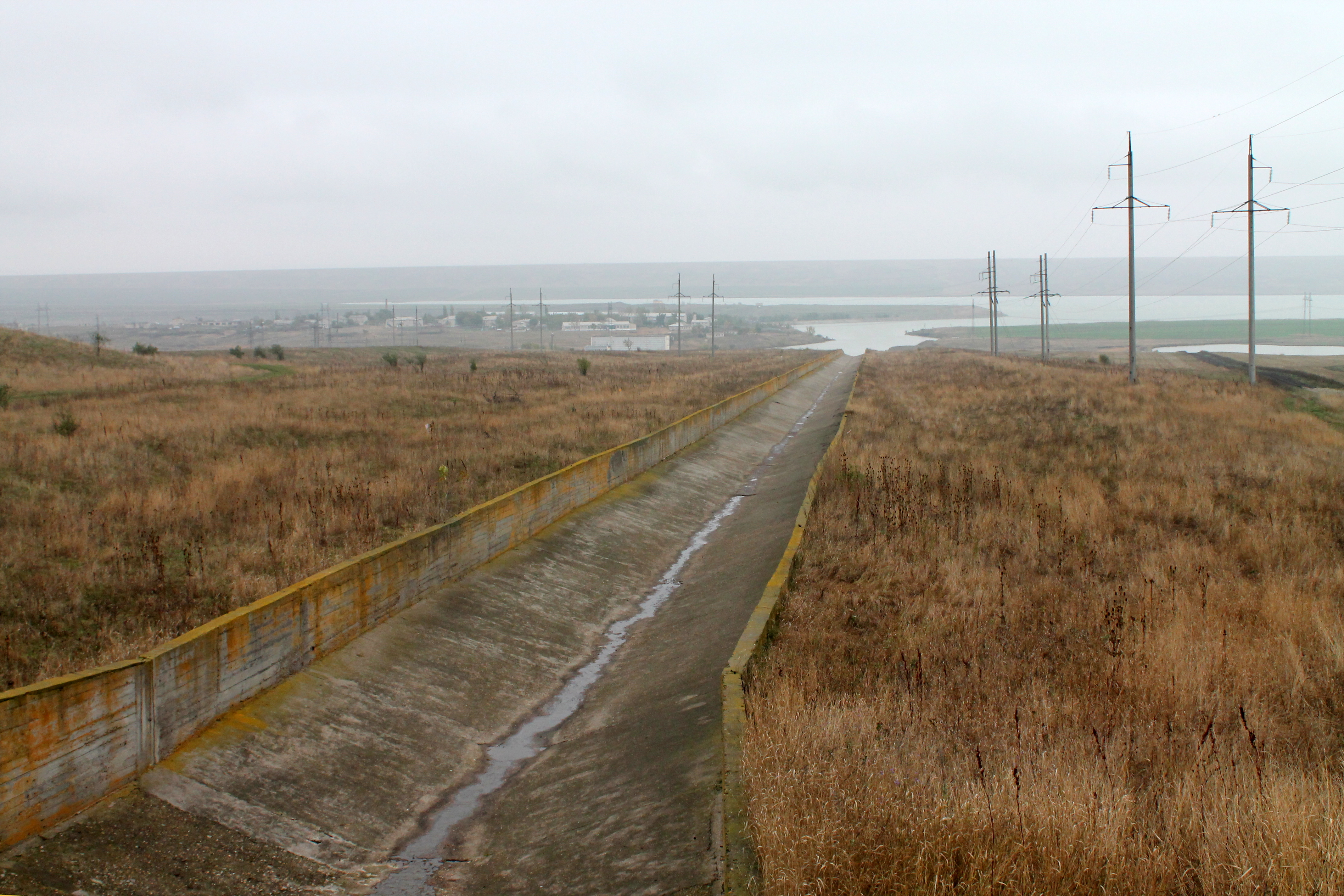
Холостой водосброс
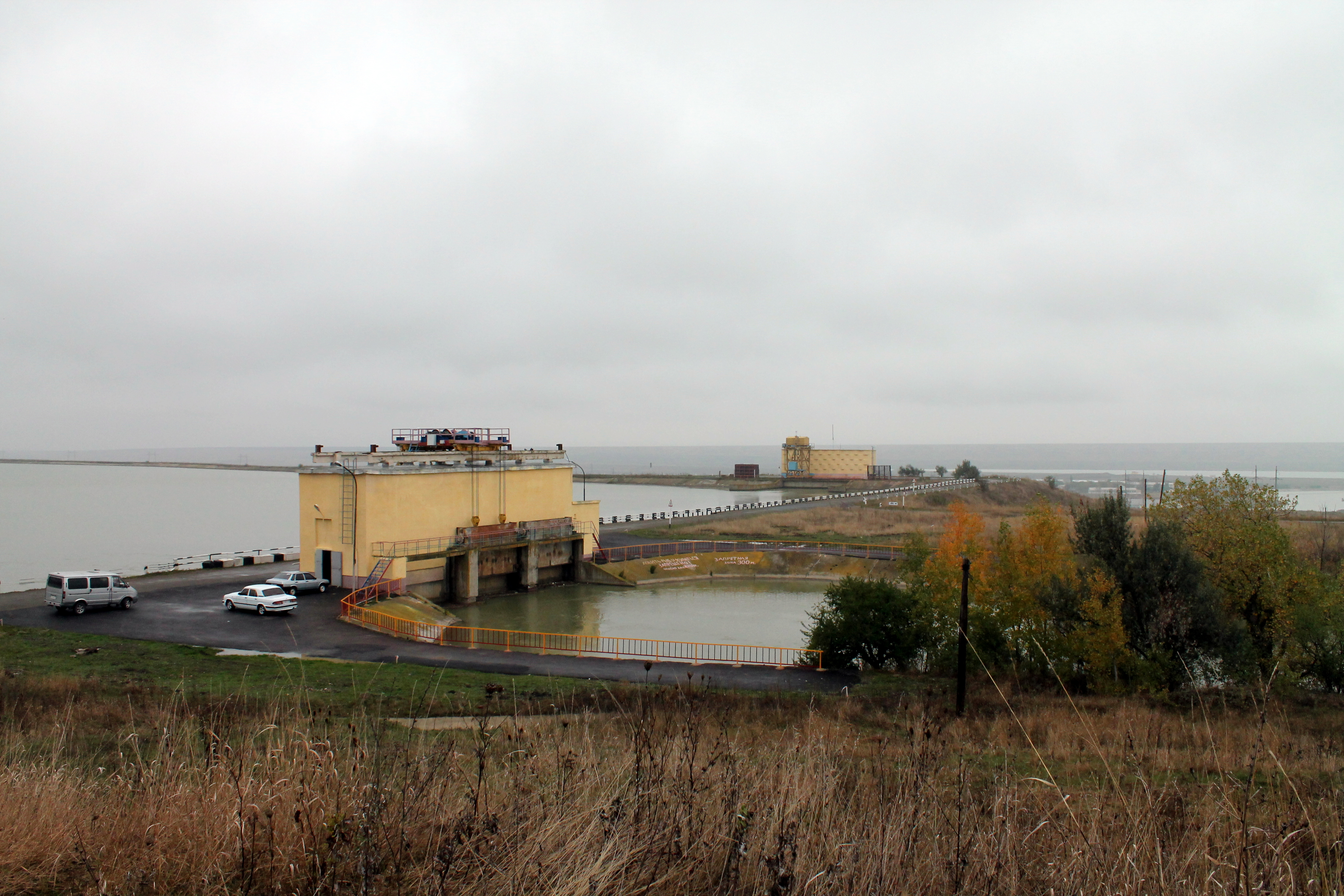
Шлюз-регулятор № 5 и водоприёмник
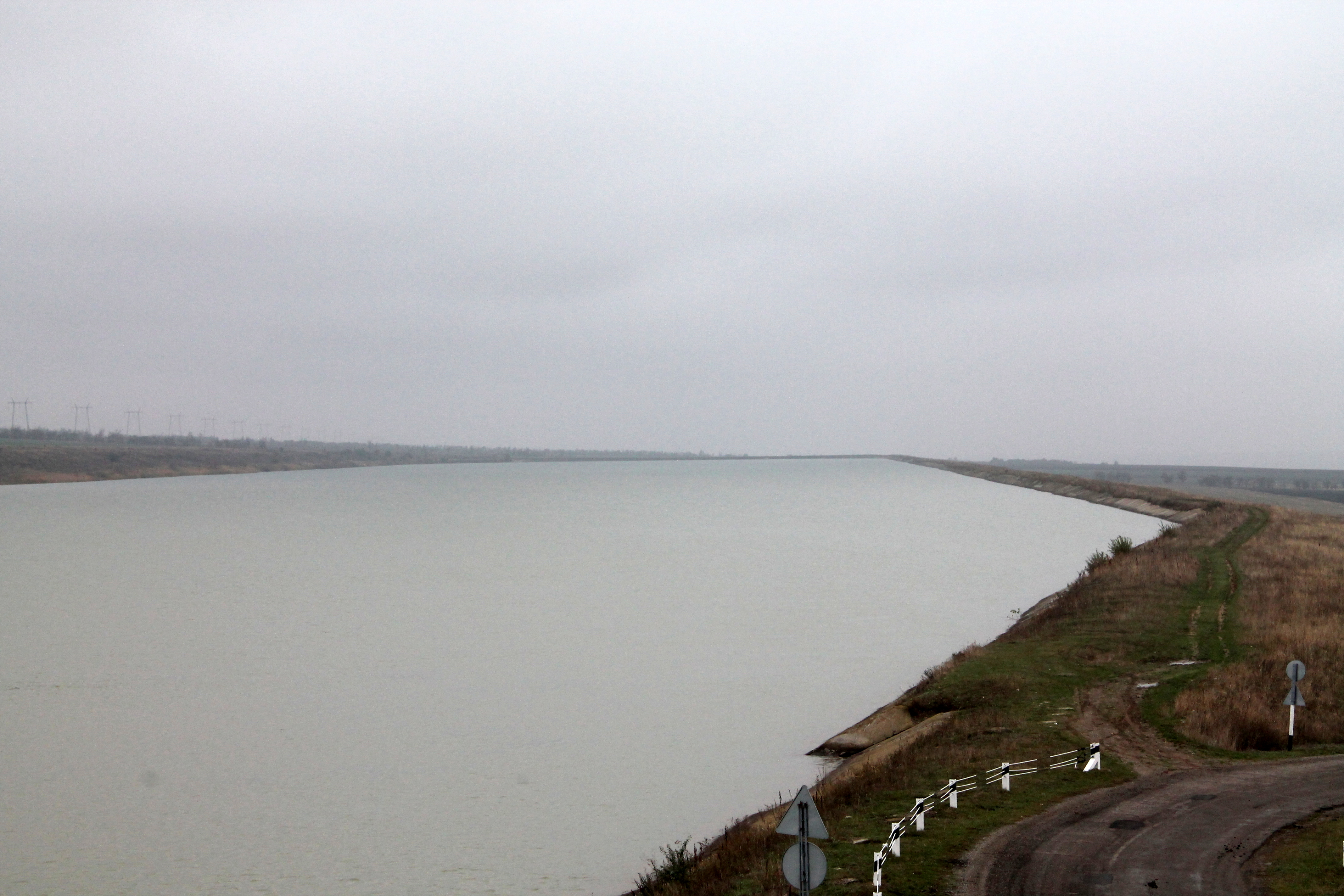
Бассейн суточного регулирования

## История строительства и эксплуатации
В 1935—1940 годах в соответствии с Постановлением Совнаркома СССР была разработана Схема обводнения Ставрополья. В соответствии с ней, было намечено строительство двух обводнительно-оросительных систем: Кубань-Егорлыкской и Кубань-Калаусской (с 1968 года — Большой Ставропольский канал). Проектное задание первой очереди Кубань-Калаусской системы было разработано Пятигорским филиалом института «Южгипроводхоз» и утверждено в 1956 году. В проектном задании институтом «Укргидропроект» был выполнен раздел, посвящённый гидроэнергетическому использованию канала. С 1956 года проектирование энергетических сооружений по трассе канала было выделено в отдельный титул и поручено институту «Гидропроект».
По первоначальным проработкам каскада, каскад ГЭС на Барсучковском сбросном канале должен был состоять из трёх станций общей мощностью 32,3 МВт. В ходе дальнейшего проектирования, было решено значительно увеличить расходы воды по Барсучковскому каналу, исключить третью станцию и значительно увеличить мощность Кубанских ГЭС-3 и ГЭС-4, с организаций на них бассейнов суточного регулирования и использования станций для покрытия пиковых нагрузок в энергосистеме. Строительство станции было начато в 1962 году организацией «Севкавгидроэнергострой», в составе объектов первой очереди энергетического комплекса Большого Ставропольского канала, завершение строительства велось в рамках второй очереди. В первую очередь возводились бассейн суточного регулирования, холостой водосброс и выравнивающее водохранилище, а основной объём работ по зданию ГЭС выполнялся с 1969 года. Первый гидроагрегат Кубанской ГЭС-3 был пущен в 1971 году, второй и третий в 1972 году. В ходе строительства станции была произведена выемка 4182 тыс. м³ и насыпь 3515 тыс. м³ мягкого грунта, а также насыпь 106 тыс. м³ каменной наброски, дренажей и фильтров. Было уложено 66,2 тыс. тонн бетона и железобетона, смонтировано 610 тонн металлоконструкций и механизмов.
20 октября 1967 года дирекция строящихся Кубанских ГЭС была преобразована в Каскад Кубанских ГЭС, в состав которого вошли 5 электростанций (ГАЭС, ГЭС-1, ГЭС-2, ГЭС-3, ГЭС-4). С 1 апреля 1972 года Кубанская ГЭС-3 в составе каскада Кубанских ГЭС была передана в ведение районного энергетического управления «Ставропольэнерго», которое в 1988 году было преобразовано в Ставропольское производственное объединение энергетики и электрификации «Ставропольэнерго», на базе которого в 1993 году было создано ОАО «Ставропольэнерго». В 2005 году в ходе реформы РАО «ЕЭС России» Кубанская ГЭС-3 вместе с другими ГЭС каскада была выделена из состава ОАО «Ставропольэнерго» в ОАО «Ставропольская электрическая генерирующая компания», которое в свою очередь в 2006 году перешло под контроль ОАО «ГидроОГК» (позднее переименованного в ОАО «РусГидро». В 2008 году ОАО «Ставропольская электрическая генерирующая компания» было ликвидировано, и Кубанская ГЭС-3 вошла в состав филиала ОАО «РусГидро» — Каскад Кубанских ГЭС.
Оборудование Кубанской ГЭС-3 отработало около 50 лет, в связи с чем ведется его модернизация. По состоянию на середину 2022 года, ведётся замена силовых трансформаторов станции, завершена замена распределительных устройств напряжением 35 кВ и 6 кВ, ведется реконструкция открытого распределительного устройства 110 кВ с заменой на комплектное распределительное устройство элегазовое (КРУЭ)..